# Dub u Rokytníka
Památný dub letní (Quercus robur) roste nedaleko lesního rybníka východně od zámku Hrádek u Nechanic v okrese Hradec Králové. Památný strom má obvod kmene 490 cm, výšku 18 m a stáří přes 250 let. Chráněn je od roku 1983 pro svůj vzrůst.

## Památné stromy v okolí
- Duby u rybníka Žid
- Duby u Kunčic
- Duby u Stýskalu
- Duby v Oboře
- Dub severně od Kunčic